# 簡佑修
簡佑修（1980年2月29日—），為中華民國籍羽球選手，台灣首位亞青賽冠軍。畢業於國立體育學院，現為新竹市光武國中體育組組長兼羽毛球教練。其兄簡佑旬曾獲得1996年世界青年羽毛球錦標賽雙打亞軍。

## 簡歷
1998年，簡佑修出戰於馬來西亞吉隆坡舉辦的亞洲青年羽毛球錦標賽，獲得男單冠軍。
2004年，代表中華台北參加在雅典舉辦的夏季奧運羽毛球比賽，於32強賽中以0比2（6-15、1-15）敗給丹麥的彼得·蓋德。

## 主要比賽成績
只列出曾進入準決賽的國際賽事成績：
| 年份   | 賽事                 | 項目     | 拍檔   | 成績 |
| ------ | -------------------- | -------- | ------ | ---- |
| 1997年 | 西班牙羽毛球公開賽   | 男子雙打 | 黃世忠 | 亞軍 |
| 1998年 | 亞洲青年羽毛球錦標賽 | 男子單打 | －     | 冠軍 |
| 2003年 | 美國羽毛球公開賽     | 男子單打 | －     | 冠軍 |
| 2004年 | 伊朗羽毛球國際賽     | 男子單打 | －     | 亞軍 |
| 2004年 | 奧地利羽毛球國際賽   | 男子單打 | －     | 亞軍 |

### 奧運會和世錦賽參賽紀錄
|          | 2004 |
| -------- | ---- |
| 男子單打 | 32強 |